# Ljubomira Baczewa
Lubomira Baczewa (ur. 7 marca 1975 w Sofii) – bułgarska tenisistka, reprezentantka kraju w Fed Cup.
Trenował ją mąż, Anatoli Stojanow. Mama, Maria, dziennikarka, była dziesięciokrotną narodową mistrzynią Bułgarii. Brat Teodor, starszy o 12 lat od Lubomiry, grał w Pucharze Davisa i jest trenerem tenisowym w Niemczech.

## Kariera tenisowa
Zawodową tenisistką Baczewa była w latach 1990–2004.
1 listopada 1999 została sklasyfikowana na 68. miejscu w rankingu WTA i jest to jej najlepszy wynik w karierze. Po raz pierwszy wystartowała w turnieju wielkoszlemowym we French Open 1999, a po raz ostatni podczas French Open 2004. W pierwszym występie dotarła do drugiej rundy i jest to najlepszy jej wynik w tego rodzaju turniejach. Na pożegnanie z kortami Rolanda Garrosa przegrała w pierwszej rundzie. Nie odnotowała w karierze żadnej wygranej singlowej  o randze WTA Tour. W 1999 roku doszła do półfinału w Estoril. Ma na koncie dwa tytuły deblowe, wywalczone w 2000 roku w Budapeszcie (z Cristina Torrens Valero) i w 2001 roku w Casablance w parze z Åsą Carlsson. Dwukrotna finalistka turniejów deblowych – w 2002 z Palermo i w 2000 z Luksemburgu. Pięciokrotna półfinalistka, m.in. z 2002 roku z Warszawy i z 2000 z Antwerpii.
W latach 1993–1996 reprezentantka Bułgarii w Fed Cup. Mistrzyni Europy juniorek z roku 1989 i 1991.

### Wygrane turnieje rangi WTA Tour

#### Gra podwójna (2)
| Lp | Rok  | Turniej    | Partnerka               | Finalistki                                       | Wynik            |
| 1. | 2000 | Budapeszt  | Cristina Torrens Valero | Jelena Kostanić Sandra Načuk                     | 6:2, 6:4         |
| 2. | 2001 | Casablanca | Åsa Carlsson            | María José Martínez Sánchez María Emilia Salerni | 6:3, 6:7(4), 6:1 |